# Fernmeldeturm Heckenbach-Schöneberg
Der Fernmeldeturm Heckenbach-Schöneberg ist ein 154 Meter hoher Fernmeldeturm aus Stahlbeton auf dem Schöneberg in der Ortsgemeinde Heckenbach im Landkreis Ahrweiler in Rheinland-Pfalz.
Der Typenturm der heutigen Deutschen Funkturm GmbH dient neben dem Richtfunk auch zur Verbreitung von UKW-Rundfunk und DVB-T.

## Geschichte

### Richtfunk
Anfangs gab es nur wenige Richtfunkstrecken, auf denen der Schöneberg eine wichtige Station war: Eine war die Verbindung Düsseldorf-Mannheim. Hier war die Gegensende- und Empfangsstelle das sogenannte Stummhaus in der Düsseldorfer Innenstadt (Luftlinie ca. 100 km), während die Gegenstelle in Richtung Mannheim der Feldberg im Taunus (ca. 100 km) darstellte. Weiterhin bestanden Richtfunklinien Richtung Köln (Gegenstelle Merten/Bonn) und Richtung Frankfurt (Gegenstelle Fleckertshöhe/Boppard).
Im Jahre 1954 begann der Aufbau des Richtfunknetzes für die Anfänge des Deutschen Fernsehens. Die Richtfunkgeräte wurden von der Firma Telefunken gebaut. Die Ziele der Richtfunkstrecken waren Köln (Hansahaus); Feldberg/Taunus sowie Waldesch/Koblenz. Mit Beginn des Ersten Deutschen Fernsehens, im Verantwortungsbereich des Südwestfunks, erfolgte die Abstrahlung des Fernsehprogramms ab Ende 1954 durch den Fernsehsender Koblenz bei Waldesch. Die Überwachung des Fernsehsignals auf der Richtfunkstrecke oblag dem Personal auf den jeweiligen Richtfunkstellen, so auch auf dem Schöneberg.

### Größerer Antennenturm
Die steigende Zahl der Fernsprechverbindungen machte es 1957 notwendig, einen größeren Antennenturm auf dem Schöneberg zu errichten, um damit eine größere Antennenstellfläche zu erhalten. Nach der Fundamenterstellung im Oktober 1957 erfolgte der Aufbau des Antennenträgers von Januar bis März 1958 unter erschwerten Bedingungen durch Schnee und Eis in der Eifel. Sogar die Bundeswehr kam dabei zum Einsatz.
Da auch in den Folgejahren der Zuliefererverkehr durch Firmen und Aufbaukräfte immer größer wurde, musste schließlich 1960/61 die Straße in ihrer heutigen Form angelegt werden. Weitere Gebäude wurden für das Unterbringen einer größeren Stromversorgungsanlage sowie für die immer größer werdende Anzahl von Richtfunkeinrichtungen erstellt.

### Regierungsbunker im Ahrtal
Infolge des Kalten Krieges wurde 1959 mit dem Bau des Regierungsbunkers im Ahrtal begonnen. Um aus diesem riesigen unterirdischen Bauwerk eine Richtfunkverbindung zur Außenwelt zu schaffen und später eine Fernsehverbindung zum Zweiten Deutschen Fernsehen zu haben, wurde auf dem Steinerberg bei Kesseling eine Richtfunkstelle erbaut. Deren Anbindung an den Regierungsbunker erfolgte über Kabel, die weitere Verbindung dann über Richtfunk zum Schöneberg, um im Bedarfs-/Krisenfall in das vorhandene Versorgungsnetz des ZDF eingespeist zu werden. Eine weitere Richtfunkverbindung bestand für den Bundesgrenzschutz nach Kirspenich/Euskirchen.

### Fernsehsendernetz und Fernmeldeturm
Der Aufbau des Fernsehsendernetzes für das Zweite Fernsehprogramm begann 1962. Der erste Fernsehsender Ahrweiler wurde im vorhandenen alten Richtfunkgebäude auf dem Schöneberg aufgebaut. Dazu wurde ein Stahlsendemast von 120 Meter Höhe errichtet mit einer Antennenstellfläche in 80 Meter Höhe. Dieser Sender strahlte weit nach Nordrhein-Westfalen hinein. Ab 1968 erfolgte der Aufbau der Dritten TV-Programme der einzelnen Rundfunkanstalten in der Bundesrepublik Deutschland. Für die Fernsehsender war auf dem Schöneberg ein neues Gebäude notwendig. Damit auch der weiter steigende Bedarf an Fernmeldeleitungen gedeckt werden konnte, erfolgt 1974/1975 der Bau des heutigen Fernmeldeturms vom Typ FMT 2/73 auf dem Schöneberg, dessen Betriebsraum sich in 80 Meter Höhe befindet. Am neuen Turm ist auf drei Antennenplattformen das Aufstellen von Antennen möglich. An dem oberen Turmschaft sind die UKW-Sendeantennen sowie die Antennen des öffentlich beweglichen Netzes angebracht und auf der Turmspitze die Sendeantenne der Fernsehsender. Die Strahlrichtung der Richtfunkantennen auf dem neuen Turm ist Köln, Fleckertshöhe/Boppard, Mayen, Bad Bertrich, Prüm, Hürtgenwald. Nach der Verlegung der gesamten Richtfunkeinrichtungen aus den alten Gebäuden in den Turm, wurden die beiden alten Stahltürme abgebaut. Vom Standort Schöneberg wurden weitere sechs Richtfunkstellen (Bad Neuenahr mit zwei Stationen, Kürrenberg/Mayen, Adenau, Bad Bertrich, Kesseling) sowie Fernsehumsetzer am Rhein, in der vorderen Eifel und an der Mosel beaufsichtigt und gewartet. Hinzu kamen dann noch mit dem Beginn des Kabelfernsehens die Kopfstationen in Bad Neuenahr und Mayen.

### UKW-Rundfunk
Ende 1986 begann die Ausstrahlung des ersten landesweiten privaten Hörfunkprogramms in Rheinland-Pfalz, Radio 4, auf der UKW-Frequenz 103,5 MHz. Ab 1991 kam das Programm RPR Zwei auf 104,9 MHz hinzu.

## Frequenzen und Programme

### Analoges Radio (UKW)
| Frequenz (MHz) | Programm | RDS PS             | RDS PI                | Regionalisierung         | ERP (kW) | Antennendiagramm rund (ND)/gerichtet (D) | Polarisation horizontal (H)/vertikal (V) |
| -------------- | -------- | ------------------ | --------------------- | ------------------------ | -------- | ---------------------------------------- | ---------------------------------------- |
| 103,5          | RPR1     | RPR1._K_, _RPR1.__ | D9A8 (regional), D3A8 | Köln/zeitweise Rheinland | 30       | D (50°-250°)                             | H                                        |
| 104,9          | bigFM    | _big_FM_           | D3A9                  | Rheinland-Pfalz          | 30       | D (340°-250°)                            | H                                        |

Die Reichweite des Senders deckt neben dem nördlichen Rheinland-Pfalz die gesamte Kölner Bucht,  das Bergische Land und den Niederrhein bis zu einer Linie Aachen-Düsseldorf ab.

### Digitales Fernsehen (DVB-T)
Seit dem 26. August 2008 wurde vom Fernmeldeturm Heckenbach-Schöneberg das digitale Antennenfernsehen (DVB-T) mit drei öffentlich-rechtlichen Multiplex-Kanälen für die Region Ahrweiler abgestrahlt. Die horizontale Polarisation wurde beibehalten, Antennen mussten nicht gedreht werden. Die damaligen digitalen Ausstrahlungen liefen im Gleichwellenbetrieb (Single Frequency Network) mit anderen Sendestandorten.
Zum 8. November 2017 wurde die Ausstrahlung von DVB-T anlässlich der Umstellung auf DVB-T2 abgeschaltet. Die Region wird seit dem vom Sender Koblenz mit DVB-T2 versorgt. Fernsehempfang mittels Zimmerantennen ist seitdem im Ahrtal nicht mehr möglich.
Neben dem Turm existiert noch ein kleinerer Fernmeldeturm aus Stahlbeton und ein Gitterturm bei 50.431575 Nord 7.061264 Ost.
| Kanal | Frequenz (MHz) | Multiplex                          | Programme im Multiplex                                                                                                 | ERP (kW) | Antennendiagramm rund (ND)/ gerichtet (D) | Polarisation horizontal (H)/ vertikal (V) | Modulations- verfahren | FEC | Guard- intervall | Bitrate (MBit/s) | Gleichwellennetz (SFN)                                                                                                   |
| ----- | -------------- | ---------------------------------- | --- | -------- | ----------------------------------------- | ----------------------------------------- | ---------------------- | --- | ---------------- | ---------------- | --- |
| E56   | 754            | ARD national (SWR)                 | - Das Erste (SWR) - ARTE - Phoenix - One                                                                               | 10       | ND                                        | H                                         | 16-QAM (8-k-Modus)     | 2/3 | 1/4              | 13,27            | Heckenbach-Schöneberg (Ahrweiler), Kühkopf (Koblenz), Marienberger Höhe (Bad Marienberg), Ginsterhahn-Linzer Höhe (Linz) |
| E33   | 570            | ARD regional (SWR) Rheinland-Pfalz | - SWR Fernsehen Rheinland-Pfalz - Bayerisches Fernsehen Süd (Schwaben/Altbayern) - hr-fernsehen - WDR Fernsehen (Köln) | 10       | ND                                        | H                                         | 16-QAM (8-k-Modus)     | 2/3 | 1/4              | 13,27            | Heckenbach-Schöneberg (Ahrweiler), Kühkopf, Marienberger Höhe, Ginsterhahn-Linzer Höhe                                   |
| E28   | 530            | ZDFmobil                           | - ZDF - 3sat - ZDFinfo - KiKA (06–21:00 Uhr)/ZDFneo (21–06:00 Uhr)                                                     | 10       | ND                                        | H                                         | 16-QAM (8-k-Modus)     | 2/3 | 1/4              | 13,27            | Heckenbach-Schöneberg (Ahrweiler), Kühkopf, Marienberger Höhe, Ginsterhahn-Linzer Höhe                                   |

### Analoges Fernsehen (PAL)
Bis zur Umstellung auf DVB-T wurden folgende Programme in analogem PAL gesendet:
| Kanal | Frequenz (MHz) | Programm                      | ERP (kW) | Sendediagramm rund (ND)/ gerichtet (D) | Polarisation horizontal (H)/ vertikal (V) |
| ----- | -------------- | ----------------------------- | -------- | -------------------------------------- | ----------------------------------------- |
| 33    | 567,25         | ZDF                           | 170      | ND                                     | H                                         |
| 56    | 751,25         | SWR Fernsehen Rheinland-Pfalz | 210      | ND                                     | H                                         |

Kanal 56 war für die Kölner Bucht bis zum Niederrhein und dem Bergischen Land die beste Möglichkeit zum Empfang des 3. Programms des SWF.
Zahlreiche Antennen waren extra auf diesen Sender ausgerichtet, wenn auch der Aufwand nicht dem in der ehemaligen DDR für das Westfernsehen entsprach.